# 1983-as Formula–1 detroiti nagydíj
A kelet-amerikai nagydíj volt az 1983-as Formula–1 világbajnokság hetedik futama.
A versenyt Michele Alboreto nyerte Tyrrell-Ford Cosworth-tal, ez volt a turbókorszak előtti utolsó szívómotoros győzelem.

## Futam
| Helyezés | #  | Versenyző          | Csapat/Motor      | Körök | Idő/Kiesés oka | Rajthely | Pontszám |
| -------- | -- | ------------------ | ----------------- | ----- | -------------- | -------- | -------- |
| 1        | 3  | Michele Alboreto   | Tyrrell-Ford      | 60    | 1:50:53,669    | 6        | 9        |
| 2        | 1  | Keke Rosberg       | Williams-Ford     | 60    | + 7,702        | 12       | 6        |
| 3        | 7  | John Watson        | McLaren-Ford      | 60    | + 9,283        | 21       | 4        |
| 4        | 5  | Nelson Piquet      | Brabham-BMW       | 60    | + 1:12,185     | 2        | 3        |
| 5        | 2  | Jacques Laffite    | Williams-Ford     | 60    | + 1:32,603     | 20       | 2        |
| 6        | 12 | Nigel Mansell      | Lotus-Ford        | 59    | + 1 kör        | 14       | 1        |
| 7        | 30 | Thierry Boutsen    | Arrows-Ford       | 59    | + 1 kör        | 10       |          |
| 8        | 15 | Alain Prost        | Renault           | 59    | + 1 kör        | 13       |          |
| 9        | 36 | Bruno Giacomelli   | Toleman-Hart      | 59    | + 1 kör        | 17       |          |
| 10       | 26 | Raul Boesel        | Ligier-Ford       | 58    | + 2 kör        | 23       |          |
| 11       | 29 | Marc Surer         | Arrows-Ford       | 58    | + 2 kör        | 5        |          |
| 12       | 23 | Mauro Baldi        | Alfa Romeo        | 56    | + 4 kör        | 25       |          |
| 13       | 8  | Niki Lauda         | McLaren-Ford      | 49    | Felfüggesztés  | 18       |          |
| HN       | 33 | Roberto Guerrero   | Theodore-Ford     | 38    | + 22 kör       | 11       |          |
| Kiesett  | 34 | Johnny Cecotto     | Theodore-Ford     | 34    | Váltó          | 26       |          |
| Kiesett  | 22 | Andrea de Cesaris  | Alfa Romeo        | 33    | Turbó          | 8        |          |
| Kiesett  | 28 | René Arnoux        | Ferrari           | 31    | Elektronika    | 1        |          |
| Kiesett  | 4  | Danny Sullivan     | Tyrrell-Ford      | 30    | Elektronika    | 16       |          |
| Kiesett  | 25 | Jean-Pierre Jarier | Ligier-Ford       | 29    | Kerék          | 19       |          |
| Kiesett  | 9  | Manfred Winkelhock | ATS-BMW           | 26    | Ütközés        | 22       |          |
| Kiesett  | 35 | Derek Warwick      | Toleman-Hart      | 25    | Motorhiba      | 9        |          |
| Kiesett  | 6  | Riccardo Patrese   | Brabham-BMW       | 24    | Fékek          | 15       |          |
| Kiesett  | 11 | Elio de Angelis    | Lotus-Renault     | 5     | Váltó          | 4        |          |
| Kiesett  | 16 | Eddie Cheever      | Renault           | 4     | Elosztó        | 7        |          |
| Kiesett  | 32 | Piercarlo Ghinzani | Osella-Alfa Romeo | 4     | Túlmelegedés   | 24       |          |
| Kiesett  | 27 | Patrick Tambay     | Ferrari           | 0     | Motorhiba      | 3        |          |
| Kiesett  | 31 | Corrado Fabi       | Osella-Ford       |       |                |          |          |

## A világbajnokság élmezőnyének állása a verseny után
| H  | Versenyzők     | Pont | H  | Konstruktőrök | Pont |
| -- | -------------- | ---- | -- | ------------- | ---- |
| 1. | Alain Prost    | 28   | 1. | Renault       | 36   |
| 2. | Nelson Piquet  | 27   | 2. | Williams-Ford | 32   |
| 3. | Patrick Tambay | 23   | 3. | Ferrari       | 31   |
| 4. | Keke Rosberg   | 22   | 4. | Brabham-BMW   | 27   |
| 5. | John Watson    | 15   | 5. | McLaren-Ford  | 25   |

## Statisztikák
Vezető helyen:
- Nelson Piquet: 28 (1-9 / 32-50)
- René Arnoux: 22 (10-31)
- Michele Alboreto: 10 (51-60)

Michele Alboreto 2. győzelme, René Arnoux 16. pole-pozíciója, John Watson 5. leggyorsabb köre.
- Tyrrell 23. győzelme.